# Sascha Van den Branden
Sascha Van den branden (Ruiselede, 18 augustus  1989) is een Belgische zwemster. 

## Vroege leven
Op vijfjarige leeftijd begon Van den Branden met zwemmen. Ze had last van scoliose en zwemmen bleek de beste remedie. Naast zwemmen deed ze aan turnen, ballet en tennis. Naarmate ze ouder werd, trainde ze meer en concentreerde ze zich volledig op op zwemmen. Van den Branden trainde toen vooral in Aalter onder leiding van Hubert Backs. Op school volgde ze economie-wiskunde in Aalter. In september 2004 trok ze naar de topsportschool in Merksem. Van den Branden trainde toen niet meer in Aalter, maar in Eeklo. Ze wordt daar gecoacht door Pascale Verbauwen. Na haar middelbare school trok ze naar de Verenigde Staten om te studeren.

## Beste prestaties
| Jaar | Olympische Spelen | WK langebaan                   | WK kortebaan  | EK langebaan                                                 | EK kortebaan  |
| ---- | ----------------- | ------------------------------ | ------------- | ------------------------------------------------------------ | ------------- |
| 2006 |                   |                                | geen deelname | 7e 4x100m vrije slag 37e 100m vrije slag 25e 100m vrije slag | geen deelname |
| 2007 |                   | 14e 4x100m 38e 200m vrije slag |               |                                                              | geen deelname |
| 2008 | geen deelname     |                                | geen deelname | geen deelname                                                | geen deelname |
| 2009 |                   | 40e 200m vrije slag            |               |                                                              |               |